# Alfred North
Alfred Sydney North (Newham, 7 febbraio 1908 – settembre 1988) è stato un pallanuotista britannico, che ha partecipato alle Olimpiadi di Berlino 1936.
Ha giocato quattro partite come portiere.